# Ярмолинцівське газоконденсатне родовище
Ярмолинцівське газоконденсатне родовище — належить до Талалаївсько-Рибальського нафтогазоносного району Східного нафтогазоносного регіону України.

## Опис
Розташоване в Сумській області на відстані 15 км від м. Ромни.
Знаходиться в приосьовій зоні західної частини Дніпровсько-Донецької западини в межах Артюхівсько-Анастасівського валу.
Структура — частина великої брахіантикліналі, розбитої на блоки, продуктивний з яких — півд.-сх. блок, його розміри по ізогіпсі — 4300 м 3,5х3,2 м.
Структура виявлена в 1981 р. У 1983 р. з газових покладів турнейського ярусу в інтервалі 4636-4693 м отримано фонтан газоконденсатної суміші, дебіт газу становив 80 тис. м³, а конденсату — 52 м³/добу через штуцер діаметром 8 мм.
Поклади пластові, тектонічно екрановані.
Експлуатується з 1984 р. Режим Покладів газовий з проявом водонапірного. Запаси початкові видобувні категорій А+В+С1 — 2414 млн. м³ газу; конденсату — 791 тис.т.